# クエン酸回路

クエン酸回路

クエン酸回路（クエンさんかいろ）とは好気的代謝に関する最も重要な生化学反応回路であり、酸素呼吸を行う生物全般に見られる。1937年にドイツの化学者ハンス・クレブスが発見し、この功績により1953年にノーベル生理学・医学賞を受賞している。
解糖や脂肪酸のβ酸化によって生成するアセチルCoAがこの回路に組み込まれ、酸化されることによって、電子伝達系で用いられるNADHなどが生じ、効率の良いエネルギー生産を可能にしている。またアミノ酸などの生合成の前駆体も供給する。
クエン酸回路の呼称は高等学校の生物学でよく用いられるが、大学以降ではTCA回路、TCAサイクル (tricarboxylic acid cycle) と呼ばれる場合が多い。その他に、トリカルボン酸回路、クレブス回路 (Krebs cycle) などと呼ばれる場合もある。

## 反応系
クエン酸回路はアセチルCoAが反応系に組み込まれることで始まる。
それに先立って、解糖系で生成したピルビン酸は以下の式でアセチルCoAとなる（ピルビン酸脱炭酸反応）。
ピルビン酸 + NAD+ + CoA → アセチルCoA + NADH + CO2
この反応はピルビン酸デヒドロゲナーゼ複合体によって触媒される。また、脂肪酸のβ酸化でも脂肪酸アシルCoAからアセチルCoAが生じる。
クエン酸回路の反応は以下の通りである。
| 段階 | 反応物                               | 生成物                               | 酵素                                                                         | 反応のタイプ    |
| ---- | ------------------------------------ | ------------------------------------ | ---------------------------------------------------------------------------- | --------------- |
| 1    | オキサロ酢酸 + アセチルCoA + H2O     | クエン酸 + CoA                       | クエン酸シンターゼ (EC 2.3.3.1)                                              | アルドール縮合  |
| 2    | クエン酸                             | cis-アコニット酸 + H2O               | アコニット酸ヒドラターゼ (EC 4.2.1.3)                                        | 脱水反応        |
| 3    | cis-アコニット酸 + H2O               | イソクエン酸                         | アコニット酸ヒドラターゼ (EC 4.2.1.3)                                        | 水和反応        |
| 4    | イソクエン酸 + NAD+                  | オキサロコハク酸 + NADH + H+         | イソクエン酸デヒドロゲナーゼ (NAD+) (EC 1.1.1.41)                            | 酸化反応        |
| 5    | オキサロコハク酸                     | α-ケトグルタル酸 + CO2               | イソクエン酸デヒドロゲナーゼ (NAD+) (EC 1.1.1.41)                            | 脱炭酸          |
| 6    | α-ケトグルタル酸 + NAD+ + CoA-SH     | スクシニルCoA + NADH + H+ + CO2      | オキソグルタル酸デヒドロゲナーゼ複合体 (EC 1.2.4.2, EC 2.3.1.61, EC 1.8.1.4) | - 酸化 - 脱炭酸 |
| 7    | スクシニルCoA + GDP（またはADP）+ Pi | コハク酸 + CoA-SH + GTP（またはATP） | スクシニルCoAシンターゼ (EC 6.2.1.4, EC 6.2.1.5)                             | リン酸化        |
| 8    | コハク酸 + ユビキノン (Q)            | フマル酸 + ユビキノール (QH2)        | コハク酸デヒドロゲナーゼ (EC 1.3.5.1)                                        | 酸化            |
| 9    | フマル酸 + H2O                       | L-リンゴ酸                           | フマラーゼ (EC 4.2.1.2)                                                      | 水和            |
| 10   | L-リンゴ酸 + NAD+                    | オキサロ酢酸 + NADH + H+             | リンゴ酸デヒドロゲナーゼ (EC 1.1.1.37)                                       | 酸化            |

2, 3 の反応は同一の酵素によるものであり、教科書によっては省略されて
クエン酸 → イソクエン酸
となっている場合も多い。4, 5 についても同様（イソクエン酸 → α-ケトグルタル酸）。反応段階 2，3，4，7，9 は可逆的に触媒される。
炭素の収支の観点から見るとアセチルCoAとオキサロ酢酸を入力すると、2分子の二酸化炭素とオキサロ酢酸が出力されてくることになる。オキサロ酢酸が入力出力両方に現れることが「回路」と呼ばれるゆえんだが、入力されたオキサロ酢酸と同一のものが出力されるわけではない。入力されたオキサロ酢酸由来の炭素は回路の途中で二酸化炭素として出ていき、新しくできるオキサロ酢酸にはアセチルCoA由来の炭素が組み込まれている。
クエン酸サイクルでは、サイクルの1回転ごとにすべての中間体（例えば、クエン酸、イソクエン酸、α-ケトグルタル酸、コハク酸、フマル酸、リンゴ酸およびオキサロ酢酸）が再生される。したがって、ミトコンドリアにこれらの中間体のいずれかを追加して加えることは、追加された量がクエン酸サイクル内に保持され、中間体の1つが他方に変換されて順次増加することを意味する。したがって、それらの中間体のいずれか1つをクエン酸サイクルに加えることは、補充反応（アナプレロティック反応）効果を示し、中間体のいずれかの除去は消費反応（カタプレロティック反応）効果を示す。これらの補充反応および消費反応は、クエン酸サイクルの回転でアセチルCoAと結合してクエン酸を形成するために利用可能なオキサロ酢酸の量を増加または減少させる。この回転量がミトコンドリアによるATP製造量と細胞へのATPの提供量の増減を左右することとなる。

## 役割
クエン酸回路は異化反応回路と、同化反応回路としての二重の性質を持つ。

### 異化反応
クエン酸回路が1回転するとアセチルCoA1分子あたり3分子のNADH、1分子のQH2、1分子のGTP（これは動物のみ、植物や原核生物はATP）、2分子の二酸化炭素が放出される。エネルギー通貨の発生および電子伝達系で酸化的リン酸化を行うためのNADHの生産に寄与している。

### 同化反応
クエン酸回路に生じるいくつかの物質はアミノ酸やポルフィリンといった生体分子の生合成に寄与しており、特にアセチルCoAは生物体内で発生している数多くの反応によって利用される。オキサロ酢酸はホスホエノールピルビン酸となって解糖系の逆の反応系である糖新生に関与している。この同化反応としての性質をクエン酸回路が有するため、回路を構成する化合物が不足することがある。これらの物質を補充するための反応をアナプレロティック反応という。最も代表的なものはピルビン酸がオキサロ酢酸となる反応で、この反応を触媒する酵素はピルビン酸カルボキシラーゼである。本酵素はクエン酸回路を構成する化合物が不足することによって蓄積するアセチルCoAにより活性化される。

## 所在
真核生物の場合、クエン酸回路の反応を担う酵素群はミトコンドリアの基質または内膜上に存在している。同様に、解糖系によって得られたピルビン酸もミトコンドリア内でアセチルCoAへ変換される。
好気性原核生物の場合は細胞膜付近にこれらの酵素群が存在する。これは得られたNADHが細胞膜中に存在する電子伝達系に容易に運搬されるようにされるためだと考えられている。

## 還元的クエン酸回路
糖などの有機物を炭素源として好気的に代謝する生物の多くには酸化的クエン酸回路が存在するのに対し、有機物を炭素源として用いない独立栄養生物の一部もクエン酸回路の酵素群を所持している。これらの生物は還元的クエン酸回路（reductive TCA cycle）といって、上記に述べた回路と逆向きの反応による代謝経路を有している。
還元的クエン酸回路では、酸化的クエン酸回路とは逆にエネルギー輸送体の消費が行われると同時に、そのエネルギーを用いて二酸化炭素を有機物へと取り込む炭酸固定反応を起こしている。即ちスクシニルCoAからイソクエン酸までの反応経路1回あたり2分子の二酸化炭素が生体分子になっている。
還元的クエン酸回路を持っている生物として有名なものに、水素をエネルギー源として生活する水素細菌という細菌群があげられる。水素細菌の多くは成長因子としてエネルギー源の水素および二酸化炭素を要求するが、これらは還元的クエン酸回路に必要な還元力源・炭素源として寄与する。